# Чеські хокейні ігри 2008
Чеські хокейні ігри 2008 — міжнародний хокейний турнір у Чехії в рамках Єврохокейтуру, проходив 17—20 квітня 2008 року у місті Ліберець, один матч відбувся у Москві.

## Результати та таблиця
| 1. | Росія     | *** | 3:2      | 4:1      | 4:2    | 3 | 3 | 0 | 0 | 0 | 11:5 | 9 |
| 2. | Чехія     | 2:3 | ***      | 2:1 бул. | 5:3    | 3 | 1 | 1 | 0 | 1 | 9:7  | 5 |
| 3. | Фінляндія | 1:4 | 1:2 бул. | ***      | 3:2 ОТ | 3 | 0 | 1 | 1 | 1 | 5:8  | 3 |
| 4. | Швеція    | 2:4 | 3:5      | 2:3 ОТ   | ***    | 3 | 0 | 0 | 1 | 2 | 7:12 | 1 |

М — підсумкове місце, І — матчі, В — перемоги, ВО — перемога по булітах (овертаймі), ПО — поразка по булітах (овертаймі), П — поразки, Ш — закинуті та пропущені шайби, О — очки

## Найкращі гравці турніру
| Воротар  | Мілан Гнілічка |
| Захисник | Ілля Нікулін   |
| Нападник | Даніс Заріпов  |